# デヤン・スタンコビッチ
デヤン・スタンコヴィッチ（セルビア語: Дејан Станковић, ラテン文字転写: Dejan Stanković、1978年9月11日 - ）は、セルビア（旧ユーゴスラビア）の元サッカー選手、サッカー指導者。ポジションはミッドフィールダー。フェレンツヴァーロシュTC監督。

## クラブ経歴
レッドスター・ベオグラード
1992年にレッドスター・ベオグラードのユースに入団。1995年2月11日のOFKベオグラード戦で当時のクラブ史上最年少デビューを果たし、1997年5月17日のFKブドゥチノスト・ポドゴリツァ戦では18歳6ヶ月6日で当時のクラブ史上最年少ハットトリックを達成（2023年12月16日のFKスパルタク・スボティツァ戦でヨヴァン・ミヤトヴィッチが18歳5ヶ月5日に更新）、1997-98シーズンには19歳にしてキャプテンを任された。
ラツィオ
1998年夏、セリエA・SSラツィオへ移籍。同年9月13日のピアチェンツァ戦でセリエA初ゴールを記録。中盤の一角としてロベルト・マンチーニ、パベル・ネドベド、フアン・セバスティアン・ベロンらとプレーし、2年目の1999-2000シーズンにはセリエA優勝を経験。ラツィオでは在籍5シーズン半でリーグ戦137試合に出場し、22ゴールを挙げた。
インテル
2004年1月、インテルへ移籍。移籍金400万ユーロに加えゴラン・パンデフがトレード要員となった。翌2004-05シーズンにはラツィオ時代の同僚のマンチーニが監督に就任。再建を図るチームの一員としてコッパ・イタリアを皮切りにタイトル獲得に貢献し、スクデット6連覇を達成。2009-10シーズンはジョゼ・モウリーニョ監督の下で主要タイトル3冠（チャンピオンズ・リーグ、セリエA、コッパ・イタリアでの優勝）を経験した。
2013年7月6日、インテル退団が決定。

## 代表経歴
1998年、ユーゴスラビア代表に招集され、4月22日の韓国戦で初出場。この試合で2得点を挙げた。2ヵ月後のフランスW杯のメンバーにも選出され、ベスト16入りを経験した。
国際情勢の変化により2006 FIFAワールドカップ・予選からセルビア・モンテネグロ代表の一員となる。2006 FIFAワールドカップでは背番号10を背負ったが、グループステージ敗退。
2010 FIFAワールドカップ・ヨーロッパ予選からはセルビア代表となり、キャプテンを任された。予選を突破し、ユーゴスラビア、セルビア・モンテネグロ、セルビア代表と3国の代表としてワールドカップに出場した初めての選手となるも、本大会ではまたしてもグループステージ最下位に終わった。
2011年10月12日、セルビア代表からの引退を表明した。
2013年10月11日、日本代表との試合を最後に現役を引退した。

## 引退後
2014年7月4日、インテル時代に師事したアンドレア・ストラマッチョーニが監督に就任したウディネーゼ・カルチョのアシスタントコーチに就任した。
2015年、インテルのアシスタントコーチに就任した。
2019年12月19日、レッドスター・ベオグラードの監督に2年半の契約で就任。このシーズンは優勝を果たし、スタンコビッチは監督として初のタイトルを獲得した。
2020-21シーズンは、38試合中無敗のまま35試合で勝利し、リーグ新記録の114得点を記録し優勝した。
2022年8月26日、レッドスターの監督を辞任した。10月6日、サンプドリアの監督に就任した。

## エピソード
- 息子のフィリプとアレクサンダルもプロサッカー選手で、父親の古巣であるインテルの下部組織で育ち、2023年現在インテルに所属している。フィリプのポジションはゴールキーパー、アレクサンダルのポジションはミッドフィールダー。

- 2009年10月17日のジェノアCFC戦で相手キーパーのマルコ・アメリアのミスキックを見逃さず、センターライン付近（ゴールより約54mの位置）からダイレクトでゴールに蹴りこんだ[13]。試合後にこのゴールを振り返って「10年から15年後になっても、子供たちに聞かせられるゴールだ」と語った[14]。

- 2011年4月6日のUEFAチャンピオンズリーグ決勝トーナメント準々決勝1stレグのシャルケ04戦において、相手キーパーのマヌエル・ノイアーがヘディングでクリアしたボールをセンターライン付近から蹴り返し、ダイレクトボレーシュートを決めた。前半キックオフからわずか25秒後のことであった[15]。

## 個人成績

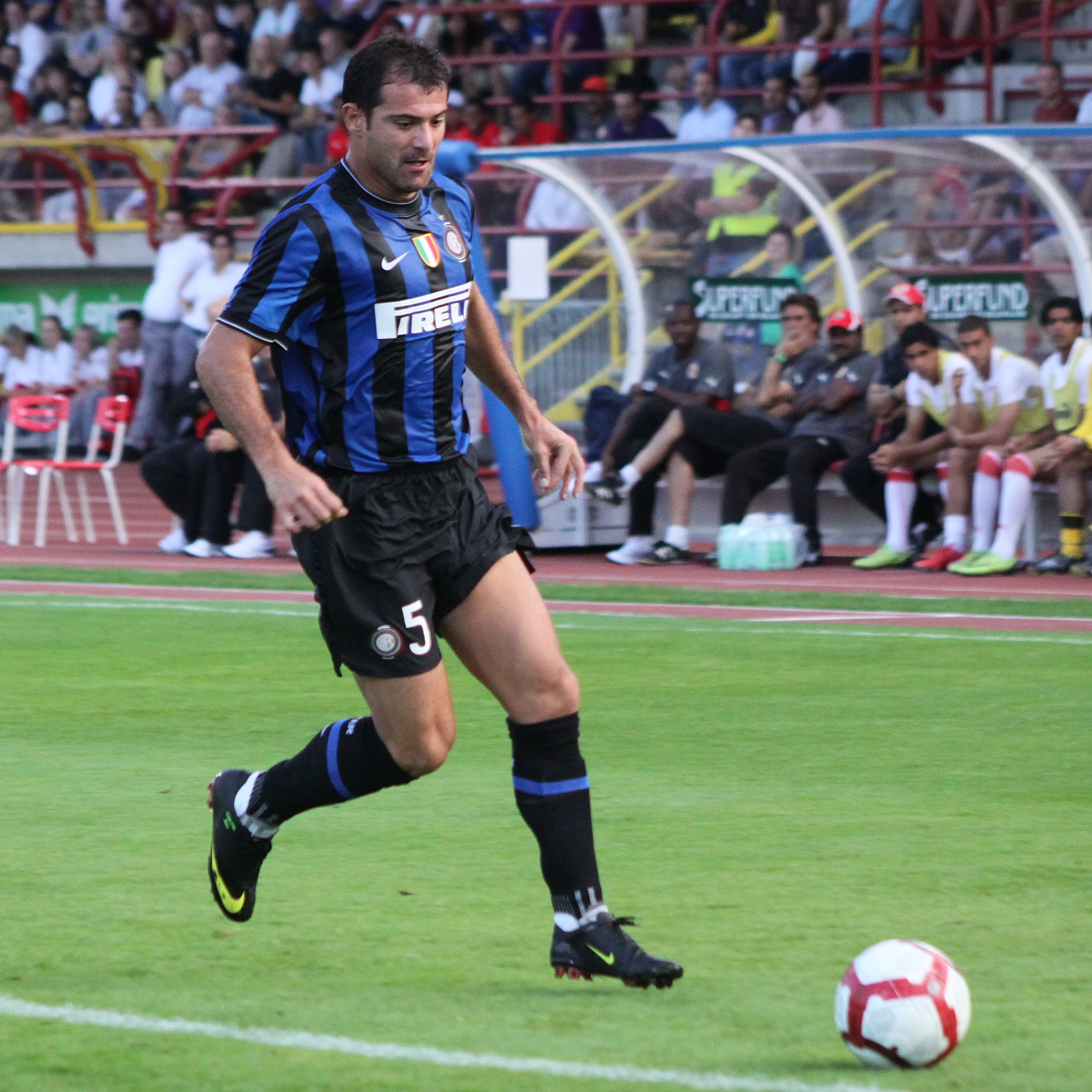
三冠を達成したシーズンのスタンコヴィッチ（2009年）

| クラブ                     | シーズン | リーグ           | リーグ | リーグ | カップ | カップ | 国際大会 | 国際大会 | その他 | その他 | 通算 | 通算 |
| クラブ                     | シーズン | ディビジョン     | 出場   | 得点   | 出場   | 得点   | 出場     | 得点     | 出場   | 得点   | 出場 | 得点 |
| -------------------------- | -------- | ---------------- | ------ | ------ | ------ | ------ | -------- | -------- | ------ | ------ | ---- | ---- |
| レッドスター・ベオグラード | 1994-95  | プルヴァ・リーガ | 7      | 0      | 0      | 0      | 0        | 0        | 0      | 0      | 7    | 0    |
| レッドスター・ベオグラード | 1995-96  | プルヴァ・リーガ | 24     | 4      | 4      | 1      | 2        | 0        | 0      | 0      | 30   | 5    |
| レッドスター・ベオグラード | 1996-97  | プルヴァ・リーガ | 26     | 10     | 6      | 1      | 5        | 2        | 0      | 0      | 37   | 13   |
| レッドスター・ベオグラード | 1997-98  | プルヴァ・リーガ | 28     | 15     | 7      | 3      | 4        | 3        | 0      | 0      | 39   | 21   |
| レッドスター・ベオグラード | 通算     | 通算             | 85     | 29     | 17     | 5      | 11       | 5        | 0      | 0      | 113  | 39   |
| ラツィオ                   | 1998-99  | セリエA          | 29     | 4      | 5      | 1      | 7        | 4        | 1      | 0      | 42   | 9    |
| ラツィオ                   | 1999-00  | セリエA          | 16     | 3      | 4      | 0      | 11       | 2        | 1      | 0      | 32   | 5    |
| ラツィオ                   | 2000-01  | セリエA          | 21     | 0      | 2      | 1      | 9        | 0        | 1      | 0      | 33   | 1    |
| ラツィオ                   | 2001-02  | セリエA          | 27     | 7      | 4      | 0      | 5        | 1        | 0      | 0      | 36   | 8    |
| ラツィオ                   | 2002-03  | セリエA          | 29     | 6      | 2      | 0      | 7        | 0        | 0      | 0      | 38   | 6    |
| ラツィオ                   | 2003-04  | セリエA          | 15     | 2      | 4      | 2      | 8        | 0        | 0      | 0      | 27   | 4    |
| ラツィオ                   | 通算     | 通算             | 137    | 22     | 21     | 4      | 47       | 7        | 3      | 0      | 208  | 33   |
| インテル                   | 2003-04  | セリエA          | 14     | 4      | 2      | 0      | 0        | 0        | 0      | 0      | 16   | 4    |
| インテル                   | 2004-05  | セリエA          | 31     | 3      | 6      | 0      | 10       | 3        | 0      | 0      | 47   | 6    |
| インテル                   | 2005-06  | セリエA          | 23     | 2      | 7      | 2      | 8        | 2        | 0      | 0      | 38   | 6    |
| インテル                   | 2006-07  | セリエA          | 34     | 6      | 3      | 0      | 7        | 0        | 1      | 0      | 45   | 6    |
| インテル                   | 2007-08  | セリエA          | 21     | 1      | 3      | 0      | 6        | 0        | 1      | 0      | 31   | 1    |
| インテル                   | 2008-09  | セリエA          | 31     | 5      | 1      | 0      | 5        | 0        | 1      | 0      | 38   | 5    |
| インテル                   | 2009-10  | セリエA          | 29     | 3      | 1      | 0      | 12       | 2        | 1      | 0      | 43   | 5    |
| インテル                   | 2010-11  | セリエA          | 26     | 5      | 3      | 1      | 7        | 2        | 4      | 1      | 40   | 9    |
| インテル                   | 2011-12  | セリエA          | 19     | 0      | 0      | 0      | 5        | 0        | 1      | 0      | 25   | 0    |
| インテル                   | 2012-13  | セリエA          | 3      | 0      | 0      | 0      | 0        | 0        | 0      | 0      | 3    | 0    |
| インテル                   | 通算     | 通算             | 231    | 29     | 26     | 3      | 60       | 9        | 9      | 1      | 326  | 42   |
| 総通算                     | 総通算   | 総通算           | 453    | 80     | 64     | 12     | 118      | 21       | 12     | 1      | 647  | 114  |

## 代表歴

### 出場大会
- ユーゴスラビア代表
  - 1998 FIFAワールドカップ
- セルビア・モンテネグロ代表
  - 2006 FIFAワールドカップ
- セルビア代表
  - 2010 FIFAワールドカップ

### 試合数
- 国際Aマッチ 36試合 8得点（ユーゴスラビア、1998年-2002年）[16]
- 国際Aマッチ 25試合 3得点（セルビア・モンテネグロ、2002年-2006年）[16]
- 国際Aマッチ 42試合 3得点（セルビア、2006年-2013年）[16]

| ユーゴスラビア代表 | 国際Aマッチ | 国際Aマッチ |
| 年                 | 出場        | 得点        |
| ------------------ | ----------- | ----------- |
| 1998               | 10          | 3           |
| 1999               | 7           | 3           |
| 2000               | 8           | 0           |
| 2001               | 6           | 2           |
| 2002               | 5           | 0           |
| 通算               | 36          | 8           |

| セルビア・モンテネグロ代表 | 国際Aマッチ | 国際Aマッチ |
| 年                         | 出場        | 得点        |
| -------------------------- | ----------- | ----------- |
| 2002                       | 3           | 0           |
| 2003                       | 4           | 0           |
| 2004                       | 6           | 2           |
| 2005                       | 7           | 0           |
| 2006                       | 5           | 1           |
| 通算                       | 25          | 3           |

| セルビア代表 | 国際Aマッチ | 国際Aマッチ |
| 年           | 出場        | 得点        |
| ------------ | ----------- | ----------- |
| 2006         | 6           | 1           |
| 2007         | 5           | 0           |
| 2008         | 6           | 0           |
| 2009         | 7           | 0           |
| 2010         | 10          | 2           |
| 2011         | 7           | 0           |
| 2012         | 0           | 0           |
| 2013         | 1           | 0           |
| 通算         | 42          | 3           |

## 監督成績
2022年10月20日現在
| クラブ                 | 国           | 就任           | 退任          | 記録 | 記録 | 記録 | 記録 | 記録 | 記録 | 記録 | 記録   |
| クラブ                 | 国           | 就任           | 退任          | 試   | 勝   | 分   | 敗   | 得   | 失   | 差   | 勝率   |
| ---------------------- | ------------ | -------------- | ------------- | ---- | ---- | ---- | ---- | ---- | ---- | ---- | ------ |
| ツルヴェナ・ズヴェズダ | セルビアの旗 | 2019年12月21日 | 2022年8月26日 | 134  | 105  | 20   | 9    | 334  | 79   | +255 | 078.36 |
| サンプドリア           | イタリアの旗 | 2022年10月6日  | 現在          | 3    | 0    | 2    | 1    | 3    | 4    | −1   | 000.00 |
| 合計                   | 合計         | 合計           | 合計          | 137  | 105  | 22   | 10   | 337  | 83   | +254 | 076.64 |

## タイトル

### 選手時代
レッドスター・ベオグラード
- SRユーゴスラビア・ファーストリーガ：1回（1994-95）
- SRユーゴスラビアカップ：3回（1994-95、1995-96、1996-97）

SSラツィオ
- セリエA：1回（1999-2000）
- コッパ・イタリア：2回（1999-2000、2003-2004）
- スーペルコッパ・イタリアーナ：2回（1998、2000）
- UEFAカップウィナーズカップ：1回（1998-99）
- UEFAスーパーカップ：1回（1999）

インテルナツィオナーレ・ミラノ
- セリエA：5回（2005-06、2006-07、2007-08、2008-09、2009-10）
- コッパ・イタリア：4回（2004-05、2005-06、2009-10、2010-11）
- スーペルコッパ・イタリアーナ：4回（2005、2006、2008、2010）
- UEFAチャンピオンズリーグ：1回（2009-10）
- FIFAクラブワールドカップ：1回（2010）

個人
- ESM欧州年間ベストイレブン：1回（2006-07）
- セルビア年間最優秀選手賞：2回（2006、2010）
- インテル・ミラノ殿堂（2019）

### 指導者時代
レッドスター・ベオグラード
- セルビア・スーペルリーガ：3回（2019-20、2020-21、2021-22）
- セルビア・カップ：2回（2020-21、2021-22）